# Méziré
Méziré est une commune française située dans le département du Territoire de Belfort, la région culturelle et historique de Franche-Comté et la région administrative Bourgogne-Franche-Comté. Elle est rattachée au canton de Grandvillars.

## Géographie

### Localisation
Le village est situé au bord de l'Allan, rivière issue de l'union de la Bourbeuse et de l'Allaine, entre Morvillars et Fesches-le-Châtel (département du Doubs).

### Climat
Pour des articles plus généraux, voir Climat de la Bourgogne-Franche-Comté et Climat du Territoire de Belfort.
En 2010, le climat de la commune est de type climat de montagne, selon une étude du Centre national de la recherche scientifique s'appuyant sur une série de données couvrant la période 1971-2000. En 2020, Météo-France publie une typologie des climats de la France métropolitaine dans laquelle la commune est exposée à un climat semi-continental et est dans la région climatique  Vosges, caractérisée par une pluviométrie très élevée (1 500 à 2 000 mm/an) en toutes saisons et un hiver rude (moins de 1 °C). 
Pour la période 1971-2000, la température annuelle moyenne est de 9,7 °C, avec une amplitude thermique annuelle de 17,5 °C. Le cumul annuel moyen de précipitations est de 1 189 mm, avec 12,4 jours de précipitations en janvier et 10,6 jours en juillet. Pour la période 1991-2020, la température moyenne annuelle observée sur la station météorologique de Météo-France la plus proche, « Joncherey », sur la commune de Joncherey à 6 km à vol d'oiseau, est de 10,5 °C et le cumul annuel moyen de précipitations est de 1 086,9 mm. 
La température maximale relevée sur cette station est de 39 °C, atteinte le 7 août 2015 ; la température minimale est de −25 °C, atteinte le 7 janvier 1985,,. 
Les paramètres climatiques de la commune ont été estimés pour le milieu du siècle (2041-2070) selon différents scénarios d'émission de gaz à effet de serre à partir des nouvelles projections climatiques de référence DRIAS-2020. Ils sont consultables sur un site dédié publié par Météo-France en novembre 2022.

## Urbanisme

### Typologie
Au 1er janvier 2024, Méziré est catégorisée petite ville, selon la nouvelle grille communale de densité à sept niveaux définie par l'Insee en 2022.
Elle appartient à l'unité urbaine de Montbéliard, une agglomération inter-départementale regroupant 25  communes, dont elle est une commune de la banlieue,,. Par ailleurs la commune fait partie de l'aire d'attraction de Montbéliard, dont elle est une commune de la couronne,. Cette aire, qui regroupe 137 communes, est catégorisée dans les aires de 50 000 à moins de 200 000 habitants,.

### Occupation des sols
L'occupation des sols de la commune, telle qu'elle ressort de la base de données européenne d’occupation biophysique des sols Corine Land Cover (CLC), est marquée par l'importance des territoires agricoles (43,8 % en 2018), en diminution par rapport à 1990 (45,3 %). La répartition détaillée en 2018 est la suivante : 
terres arables (43,8 %), forêts (39,8 %), zones urbanisées (16,3 %). L'évolution de l’occupation des sols de la commune et de ses infrastructures peut être observée sur les différentes représentations cartographiques du territoire : la carte de Cassini (XVIIIe siècle), la carte d'état-major (1820-1866) et les cartes ou photos aériennes de l'IGN pour la période actuelle (1950 à aujourd'hui).

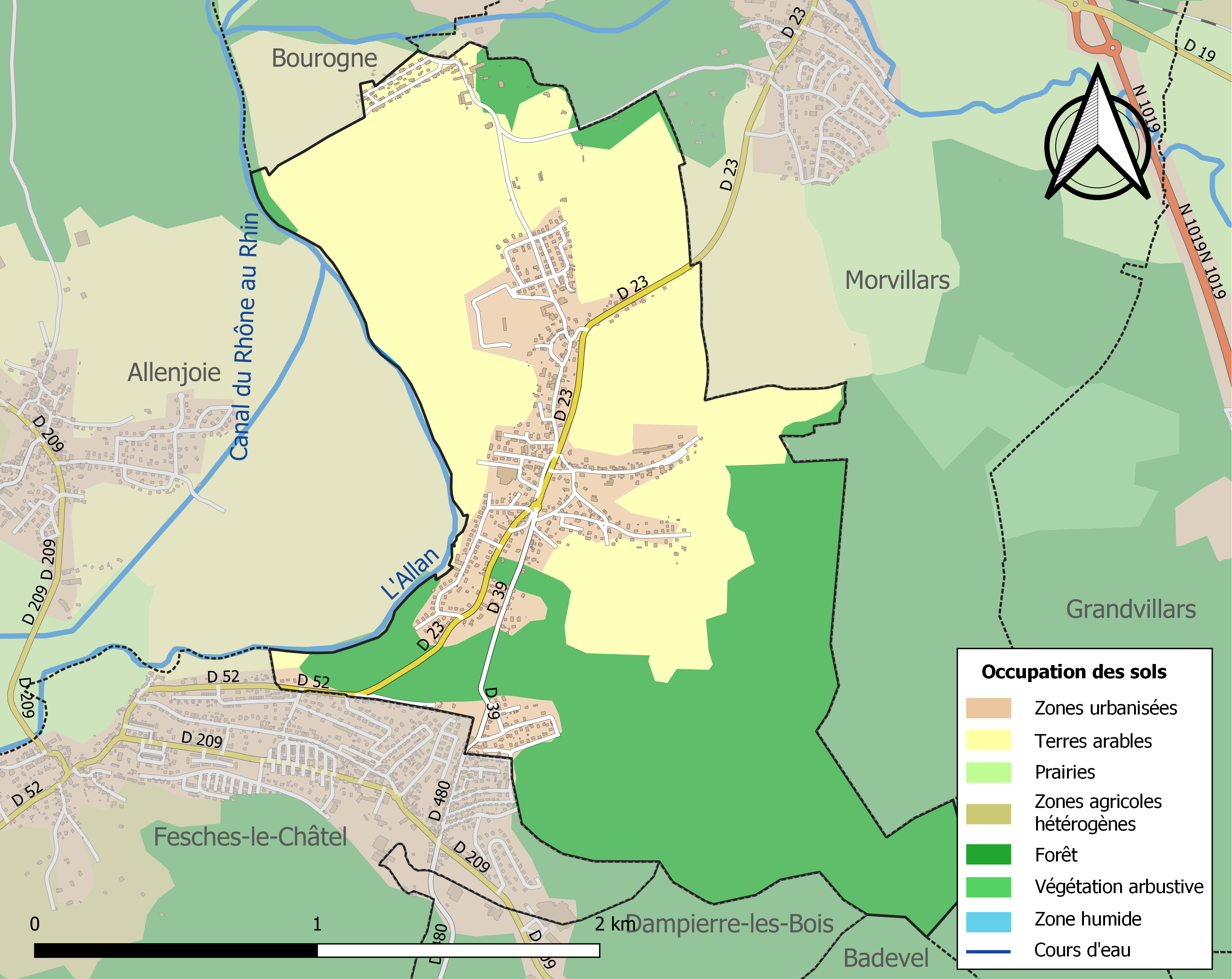
Carte des infrastructures et de l'occupation des sols de la commune en 2018 (CLC).

## Toponymie
- Miserey (1317), Mosere (1576), Mésirey (1793), Mesirey (1801).
- En allemand : Miserach[14].

## Histoire

### Moyen Âge
Le nom de Méziré (ou Mesiré, Miserach dans les titres en allemand) est cité à partir de 1317. En 1333, après la mort de Renaud de Bourgogne, le fief revient à sa fille Jeanne de Montbéliard. Lors du partage de la succession de cette dernière, c'est sa fille Jeanne de Montbéliard-Ferrette épouse de l'archiduc d'Autriche qui en hérite. Méziré, comme Morvillars auquel il est attaché, devient alors possession autrichienne.

### Époque moderne
Dès la fin du XVIIe siècle, commence à se développer l'industrie métallurgique dans la région et une tréfilerie est construite par Pierre de la Basinière, seigneur de Morvillars. Plusieurs châteaux et maisons de maîtres ont été construits par les Viellard, maîtres de forges de la région. Une chapelle privée (photo ci-jointe), seul lieu de culte de la commune, a été aménagée dans une vieille ferme par Étienne Viellard.

## Politique et administration

### Liste des maires

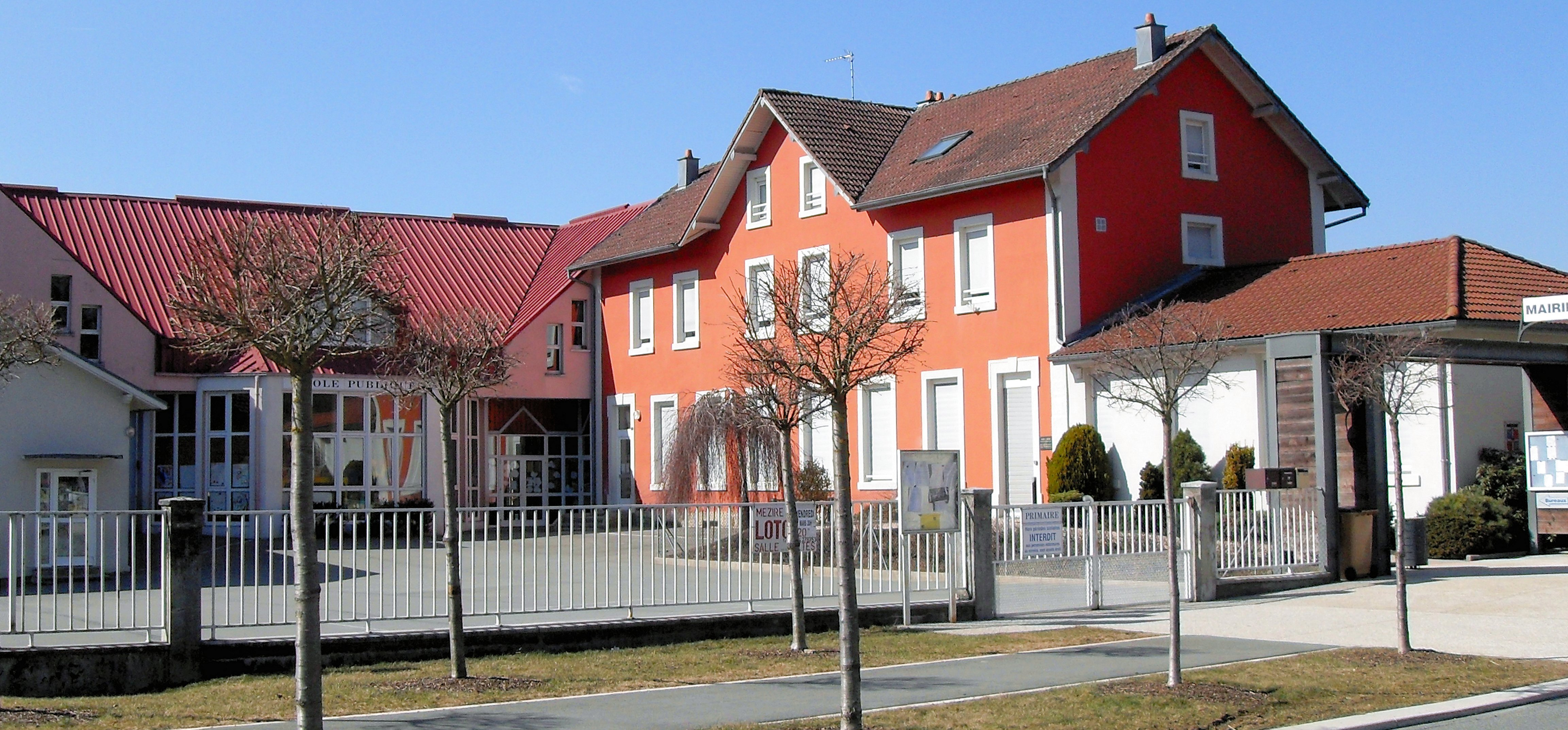
La mairie et l'école de Méziré.

| Période                                  | Période    | Identité          | Étiquette | Qualité          |
| ---------------------------------------- | ---------- | ----------------- | --------- | ---------------- |
| Les données manquantes sont à compléter. |            |                   |           |                  |
|                                          | avant 1956 | Étienne Viellard  |           | Maître de Forges |
| mars 1977                                | mars 2013  | Robert Demuth     |           |                  |
| avril 2013                               | En cours   | Raphaël Rodriguez |           |                  |

## Population et société

### Démographie
L'évolution du nombre d'habitants est connue à travers les recensements de la population effectués dans la commune depuis 1793. Pour les communes de moins de 10 000 habitants, une enquête de recensement portant sur toute la population est réalisée tous les cinq ans, les populations de référence des années intermédiaires étant quant à elles estimées par interpolation ou extrapolation. Pour la commune, le premier recensement exhaustif entrant dans le cadre du nouveau dispositif a été réalisé en 2007.

En 2022, la commune comptait 1 268 habitants, en évolution de −6,28 % par rapport à 2016 (Territoire de Belfort : −2,78 %, France hors Mayotte : +2,11 %).
| 1793 | 1800 | 1806 | 1821 | 1831 | 1836 | 1841 | 1846 | 1851 |
| ---- | ---- | ---- | ---- | ---- | ---- | ---- | ---- | ---- |
| 165  | 300  | 185  | 268  | 286  | 306  | 389  | 442  | 475  |

| 1856 | 1861 | 1866 | 1872 | 1876 | 1881 | 1886 | 1891 | 1896 |
| ---- | ---- | ---- | ---- | ---- | ---- | ---- | ---- | ---- |
| 513  | 533  | 556  | 590  | 744  | 796  | 804  | 824  | 961  |

| 1901  | 1906  | 1911  | 1921  | 1926  | 1931  | 1936 | 1946 | 1954 |
| ----- | ----- | ----- | ----- | ----- | ----- | ---- | ---- | ---- |
| 1 057 | 1 170 | 1 219 | 1 171 | 1 122 | 1 086 | 855  | 713  | 977  |

| 1962 | 1968  | 1975  | 1982  | 1990  | 1999  | 2006  | 2007  | 2012  |
| ---- | ----- | ----- | ----- | ----- | ----- | ----- | ----- | ----- |
| 978  | 1 090 | 1 252 | 1 326 | 1 150 | 1 255 | 1 352 | 1 366 | 1 401 |

| 2017  | 2022  | - | - | - | - | - | - | - |
| ----- | ----- | - | - | - | - | - | - | - |
| 1 334 | 1 268 | - | - | - | - | - | - | - |

### Enseignement
- École maternelle.

### Santé
L'hôpital le plus proche est l'hôpital Nord Franche-Comté situé entre Belfort et Montbéliard, à Trévenans,.

### Lieux et monuments

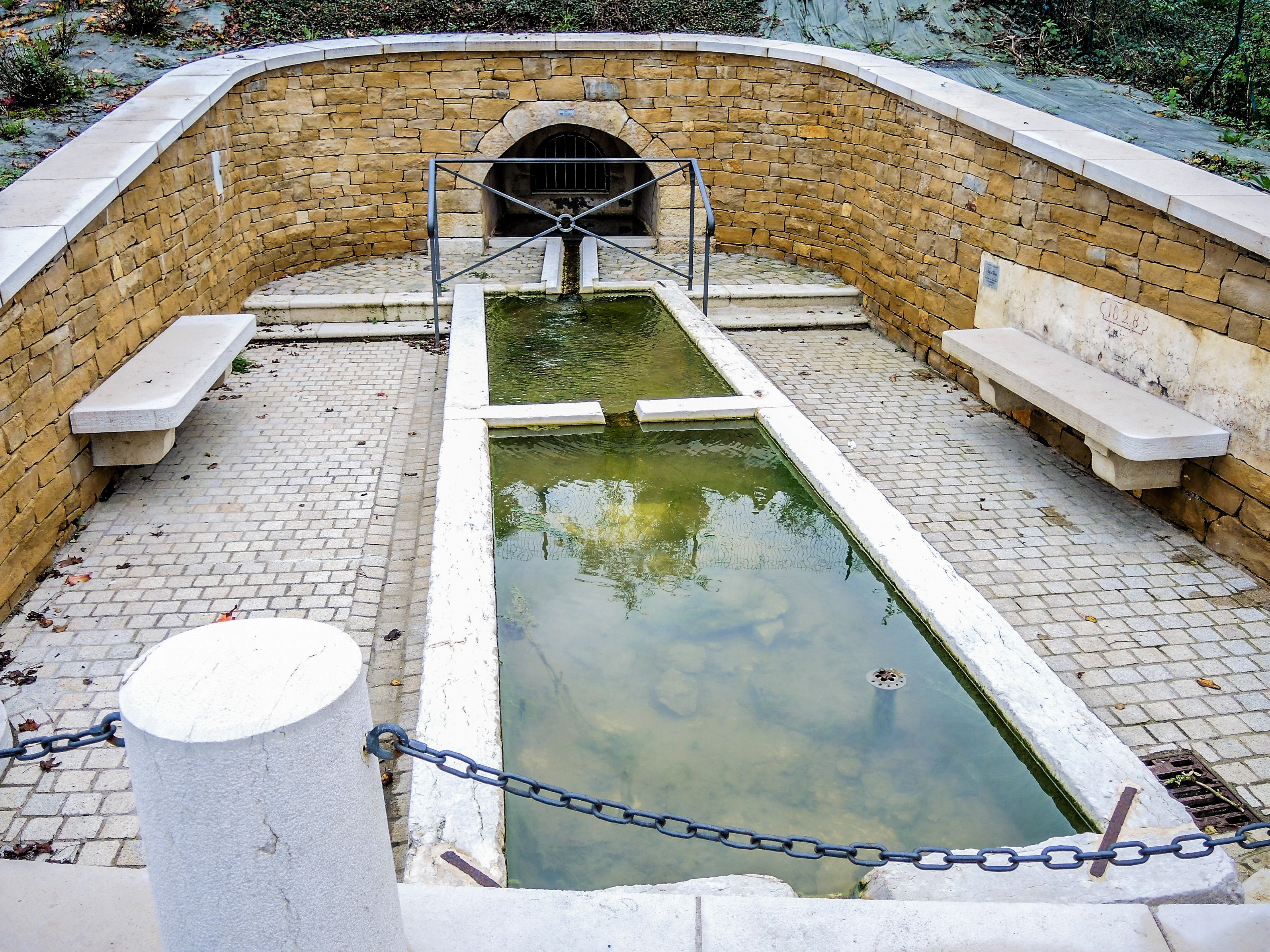
Fontaine-lavoir

### Manifestations culturelles et festivités
- Fête de l'escargot.

## Culture locale et patrimoine

### Personnalités liées à la commune
- Jules Migeon (1815-1868), homme de lettres et homme politique né à Méziré, député du Haut-Rhin.
- Armand Viellard-Migeon (1842-1905), homme politique né à Méziré, député du Territoire de Belfort de 1885 à 1889 puis de 1893 à 1902.

### Héraldique
| Armes de Méziré | Les armes peuvent se blasonner ainsi : au premier, d'azur à deux bars adossés d'or; au second, de gueules à un marteau et une pince d'or posés en chevron renversé; au troisième, de gueules à trois grenades d'or tigées et feuillées de sinople; au quatrième, d'azur semé de billettes d'or à un lion couronné d'or armé et lampassé de gueules. Sur le tout, une croix d'argent brochant, surbrochée par une maison d'or à la toiture de gueules. |

## Pour approfondir